# Hanwag
Hanwag är ett tyskt sko- och kängföretag. Företaget startade sin tillverkning 1921 i Bayern, där det än idag håller till. 
Hanwag grundades av Hans Wagner. Han var son till skomakaren Johann Wagner. Tillsammans med bröderna Adolf och Lorenz gick han i lära hos fadern. Även bröderna kom att starta skofabriker. Hans Wagner utbildade sig även i München. I Vierkirchen grundade han sitt företag 1921. 
Under 1920-talet började man göra de första bergsskorna och även de första skidstövlarna i läder. 1940 började man använda sig av maskiner i tillverkningen. Efter andra världskriget har företaget växt och haft framgångar med skomodeller för bland annat drak- och glidarflygning. Man har gjort en rad modeller för fjäll- och bergsvandring. 1972 tog Josef Wagner över ledningen av företaget och internationaliserade det. 2004 sålde han företaget till svenska Fenix Outdoor AB där även Fjällräven, Naturkompaniet och Primus ingår. 